# Tenzin Thuthob Tsarong
Tenzin Thuthob Tsarong (1977) is een Indiaas acteur van Tibetaanse komaf. Hij werd vooral bekend om zijn rol van volwassen veertiende dalai lama in de film Kundun van Martin Scorsese uit 1997.

## Familie
Hij is een zoon van schrijver en acteur Jigme Tsarong en kleinzoon van fotograaf en politicus Namgyal Dündul Tsarong.
Zijn overgrootvader was Tsarong Dasang Dramdül, een machtig Tibetaans politicus in de eerste helft van de 20e eeuw.

## Biografie
Tsarong voltooide in 1995 zijn voortgezet hoger onderwijs op de Lawrence School in Sanawar in de Himachal Pradesh. Daarna studeerde hij korte tijd Engels aan de Universiteit van Delhi. Hierop vertrok hij naar Nieuw-Zeeland voor een studie aan de Universiteit van Waikato en behaalde hij een master in economie. Daarna ging hij aan de slag bij The Warehouse Group en vervolgens als manager bij AC Nielson’s New Business Development, waar hij begin 2011 nog werkt.
Voor de film Kundun werd hij, net als veel andere acteurs in de film, geselecteerd toen hij nog in New Delhi studeerde.

## Filmografie
- 1997: Kundun, als veertiende dalai lama
- 1998: À la recherche de Kundun avec Martin Scorsese, documentaire